# Ellisella aurantiaca
Ellisella aurantiaca is een zachte koraalsoort uit de familie Ellisellidae. De koraalsoort komt uit het geslacht Ellisella. Ellisella aurantiaca werd voor het eerst wetenschappelijk beschreven door Thomson & Henderson. 